# Чуприс Ярослав Ростиславович
Ярослав Ростиславович Чуприс (12 вересня 1981, м. Мінськ, СРСР) — білоруський хокеїст, нападник. Виступає за «Шахтар» (Солігорськ) у Білоруській Екстралізі. Майстер спорту. 
Виступав за команди «Юність» (Мінськ), «Керамін» (Мінськ), «Салават Юлаєв» (Уфа), «Динамо» (Мінськ), «Шахтар» (Солігорськ).
У складі національної збірної Білорусі провів 84 матчів (15+26); учасник чемпіонатів світу 2003, 2006, 2008, 2009 і 2010. У складі молодіжної збірної Білорусі учасник чемпіонатів світу 2000 (група B) і 2001. У складі юніорської збірної Білорусі учасник чемпіонату світу 1999 (група B).
Досягнення
- Чемпіон СЄХЛ (2003, 2004)
- Чемпіон Білорусі (2002, 2008, 2011), срібний призер (2001, 2003, 2005, 2010)
- Володар Кубка Білорусі (2002, 2008), фіналіст (2004-травень)
- Володар Кубка Шпенглера (2009)
- Володар Континентального кубка (2011).